# 舒妃

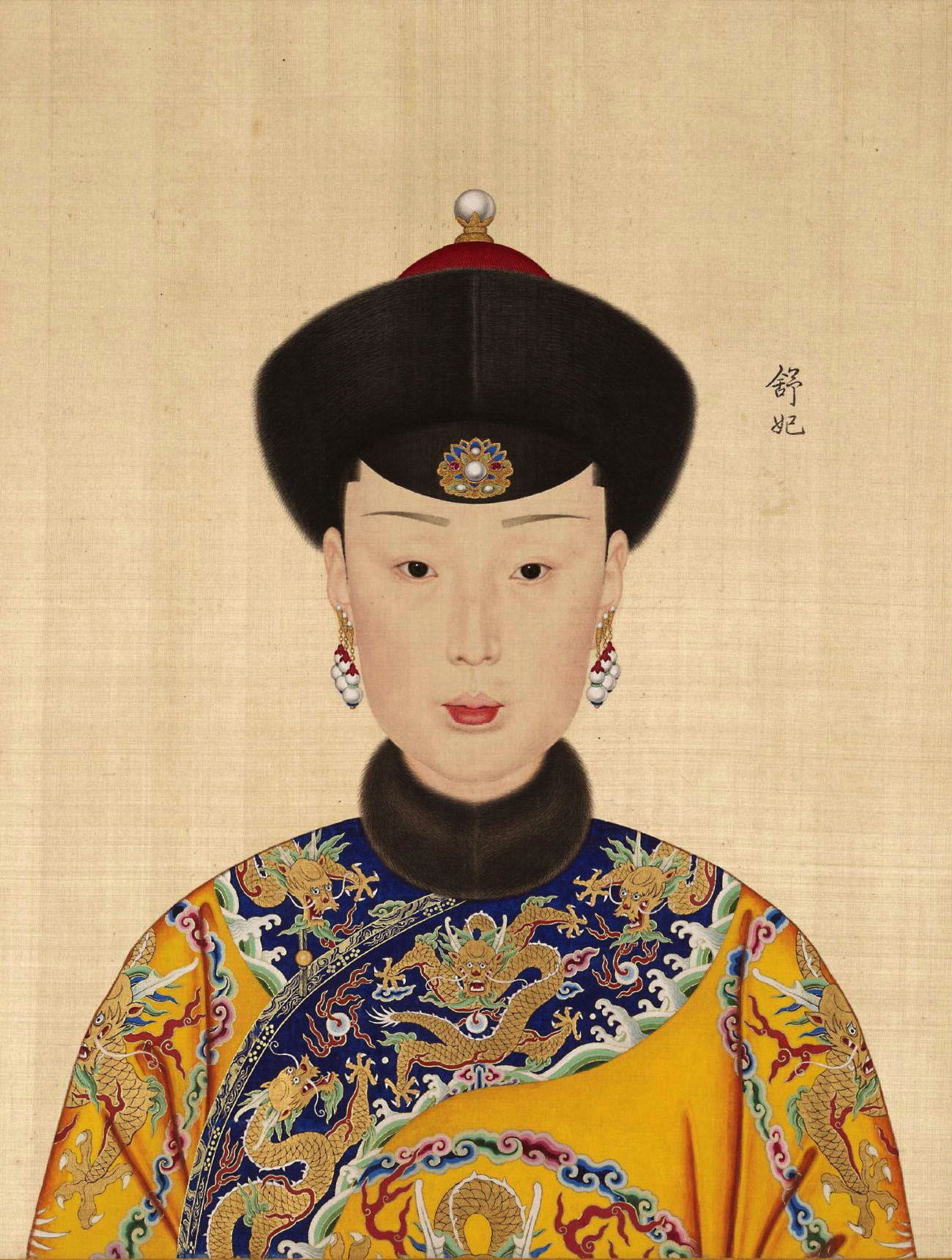
舒妃 葉赫那拉氏

舒妃（じょひ、雍正6年（1728年7月7日） - 乾隆42年5月30日（1777年））は、清の乾隆帝の側室。姓は叶赫勒氏または葉赫那拉氏。侍郎永綬の娘。康熙帝時代の大臣納蘭明珠の曾孫。ヌルハチの十二子でドルゴンの同母兄アジゲ(阿済格)は納蘭明珠の岳父で、高祖父にあたる。また、一説によると乾隆帝の重臣フヘンの正妻那拉夫人は舒妃の姉妹（傅恒の嫡子福康安の正妻ともされる）。

## 生涯
乾隆6年（1741年）、后妃選定面接試験「選秀女」を受けて合格し、貴人として入宮する。 同年、皇太后の懿旨により、舒嬪に冊封された。
乾隆13年（1748年）、嫻皇貴妃那拉氏が皇后に立てられると、舒嬪は舒妃に冊封された。
乾隆16年（1751年）、舒妃は乾隆帝の第十皇子を産んだが、乾隆十八年（1753年）に夭折した。後、乾隆帝の九女和碩和恪公主を養女として育て、公主降嫁の際に舒妃の宮で結婚披露宴を挙げる。
乾隆30年（1765年）、継皇后那拉氏が断髪により、事実上皇后の座を追われると、舒妃が本来皇后の行う儀式である親蚕礼を代行した。
乾隆40年（1775年）、令皇貴妃が逝去すると、最高位の妃嬪となった。
乾隆42年（1777年）、逝去し、裕陵の妃園寢に葬された。

## 子女
- 第十皇子：夭折

## 登場作品
- 如懿伝 〜紫禁城に散る宿命の王妃〜（2017年、中国、演：チェン・ハオユー）
- 瓔珞〜紫禁城に燃ゆる逆襲の王妃〜（2018年、中国、演：リー・チュンユエン（中国語版））

## 伝記資料
- 『清史稿』